# Water of Love (Maxi single)
《Water Of Love》是香港歌手鄭秀文的音樂專輯，於2010年9月20日推出，亦是其第四張加大單曲，專輯收錄了水舞間主題曲《Water Of Love》的四個版本，隨碟附送鄭秀文肖像杯墊兩枚，限量發售。

## 曲目列表

### CD
1. Water Of Love（粵）
2. Water Of Love（國）
3. Water Of Love（"House Of Love" Remix）（粵）
4. Water Of Love（"House Of Love" Remix）（國）

### DVD
1. Water Of Love（粵）（Music Video）
2. Water Of Love（國）（Music Video）

## 歌曲班底
- 作曲：鄭嘉嘉
- 作詞：郭啟華
- 編曲：陳奐仁
- 監製：陳奐仁
- 和唱：鄭嘉嘉

## HMV亞洲唱片銷量榜
- 日期 位置 歌手 專輯
- 09-25 4 鄭秀文 Water of Love [2]
- 10-02 8 鄭秀文 Water of Love
- 10-09 16 鄭秀文 Water of Love
- 10-16 19 鄭秀文 Water of Love